# کاسال ولینو
کاسال ولینو (به ایتالیایی: Casal Velino) یک کومونه در ایتالیا است که در استان سالرنو واقع شده‌است.

## خصوصیات
کاسال ولینو ۲۱ کیلومترمربع مساحت و ۴٬۹۳۸ نفر جمعیت دارد و ۱۷۰ متر بالاتر از سطح دریا واقع شده‌است.